# Pelkosenniemi
Pelkosenniemi község Finnország északi részén, Lappföldön található. A községben 962 fő él 1 881 négyzetkilométernyi területen, amelyből 45,4  négyzetkilométert vízfelület alkot. A község népsűrűsége 0,52 fő/km2. Szomszédos települések: Kemijärvi, Rovaniemi, Salla, Savukoski és Sodankylä. 

## Fordítás
Ez a szócikk részben vagy egészben  a   Pelkosenniemi című angol Wikipédia-szócikk ezen változatának fordításán alapul.  Az eredeti cikk szerkesztőit annak laptörténete sorolja fel. Ez a jelzés csupán a megfogalmazás eredetét és a szerzői jogokat jelzi, nem szolgál a cikkben szereplő információk forrásmegjelöléseként.